# Mul Mantra

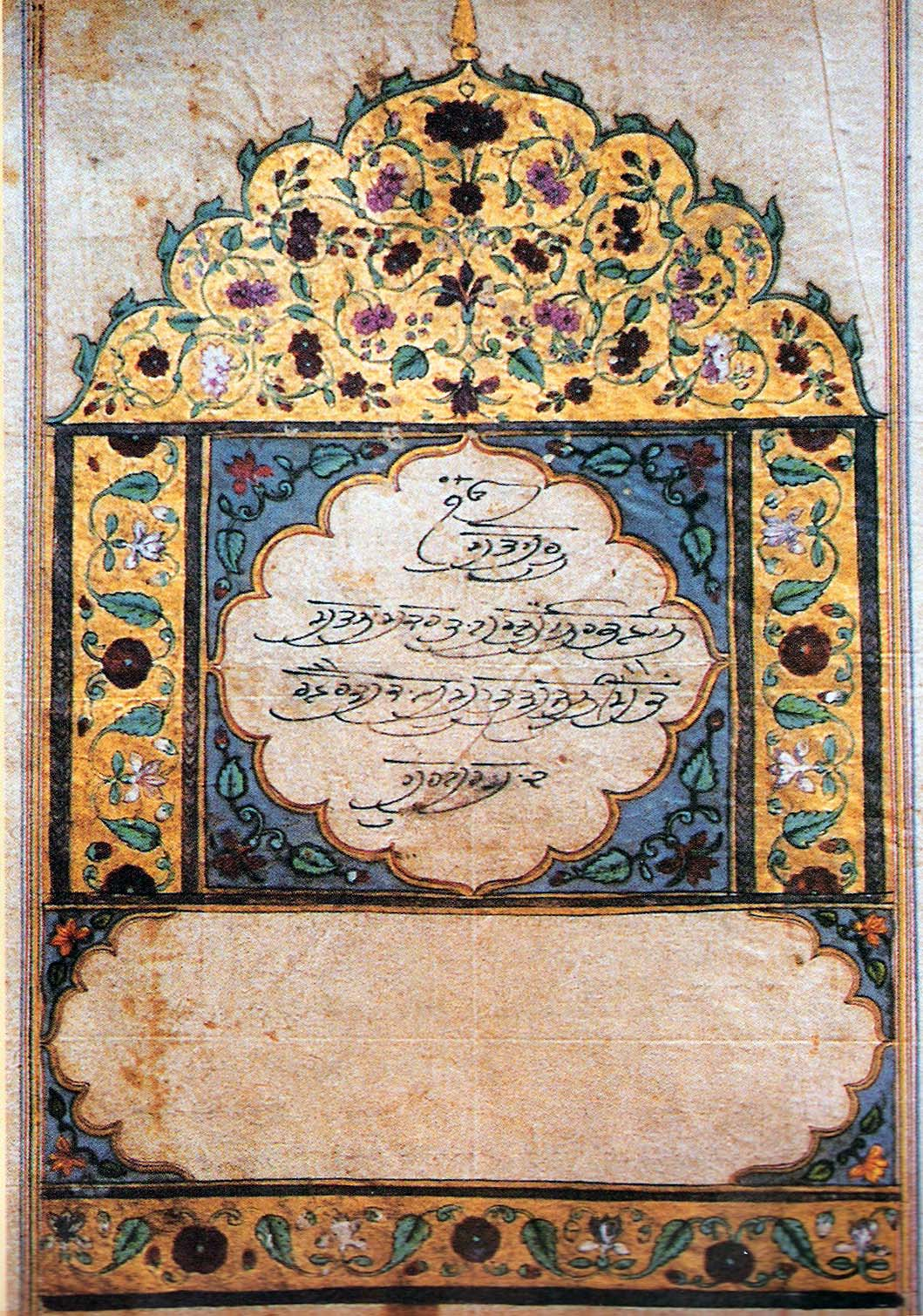
Page de l'Adi Granth enluminée avec le Mul Mantar écrit par Guru Gobind Singh, montrant le Ek Onkar. Collection de Takht Sri Harimandir Sahib, Patna.

Le Mul Mantra, Mool Mantra ou encore Mul Mantar, littéralement « mantra racine », est le fondement de l'enseignement spirituel du sikhisme. Il introduit le Jap Ji, le premier poème mystique de Guru Nanak qui ouvre le Guru Granth Sahib, le Livre saint des sikhs. Le Mul Mantra est véritablement la racine de la spiritualité sikhe. Le Mul Mantra est l'équivalent du Gayatri Mantra dans l'hindouisme ; le Om Mani Padme Hum du bouddhisme. Ce mantra est répété plusieurs fois dans le Guru Granth Sahib, notamment à chaque raga, une section musicale de plusieurs versets; les Écritures sikhes comptent 31 ragas.
Tout sikh l'évoque pour des occasions multiples comme pour invoquer de l'aide, bénir, sanctifier. 

## Le Mul Mantra originel
La version originale est :
ੴ ਸਤਿ ਨਾਮੁ ਕਰਤਾ ਪੁਰਖੁ ਨਿਰਭਉ ਨਿਰਵੈਰੁ ਅਕਾਲ ਮੂਰਤਿ ਅਜੂਨੀ ਸੈਭੰ ਗੁਰ ਪ੍ਰਸਾਦਿ ॥
Translittération (ISO 15919) : Ika ōaṅkāra sati nāmu karatā purakhu nirabha'u niravairu akāla mūrati ajūnī saibhaṃ gura prasādi ||
Translittération plus courante, prononciation : Ik Ong Kār Sat Nām Kartā Purkh Nirbhao Nirvair Akāl Mūrat Ajūnī Saibhang Gurprasād

## En français
En français, le Mul Mantra se traduit ainsi :
Ik – Un(e)
Ong - Énergie Créatrice
Kār – Manifestée, en action
Sat Nām – Vérité (Sat) est Son Nom, son Essence (Nām)
Kartā Purkh – Créateur Personnifié, Être qui crée
Nirbhao – Sans Peur
Nirvair – Sans Inimitié (plus exactement : Sans Rancœur)
Akāl Mūrat – Image de l'Éternel (kāl désignant le temps ou la mort, akāl ce qui est au-delà)
Ajūnī – Au-delà de la Naissance (littéralement : qui n'est pas passé par une Jūnī, une matrice, ou un sexe féminin. Par extension, qui n'est pas dépendant du cycle des naissances et des morts)
Saibhang – Existant (illuminé ou exalté) de lui-même
Gurprasād - Par la grâce du Gurû
Une traduction simplifiée donne :
« Un, Universel Créateur, Son Nom est Vérité, Être créatif, sans peur, sans haine, Image intemporelle, au-delà de la naissance et de l'existence propre, par la grâce du Guru ».
Une autre traduction est :
« Dieu est Un ; il est appelé Éternelle Vérité ; Il est le Créateur suprême ; Il est connu comme sans crainte et est en inimitié avec aucun. Son être est intemporel et sans forme ; Il est spontané et atteignable par la grâce du Guru ».

## La suite
Le Mul Mantra est suivie par ces mots :
Jap – Répétons
Âd Sach – Vrai(e) au Commencement (Âdi)
Jugād Sach – Vrai(e) à travers les âges (les  Yugas)
Hai Bhī Sach – Vrai(e) au moment présent
Nānak Hosī Bhī Sach – Ô  Guru Nanak, Cela sera Vrai.

## Les métaphores
Un parallèle intéressant peut-être fait, dans l'ordre, entre le sens de chaque mot du Mul Mantra et le guru correspondant. Par exemple, en 6e position, on trouve nirbhao qui signifie « Sans Peur » tandis que 6e guru, Guru Hargobind, a laissé le souvenir d'un maître guerrier sans peur, premier des gurus à avoir armé les sikhs contre l'oppression moghole. Malgré le harcèlement dont il a fait l'objet, son successeur et fils, Guru Har Rai n'en a pas tenu rigueur à l'empereur, soignant son fils malade, et incarnant ainsi nirvair, l'absence de rancœur.

## Source
- Voir Mool Mantar dans SikhiWiki l'encyclopédie sikhe en anglais.